# Blepharita urupino
Blepharita urupino är en fjärilsart som beskrevs av Felix Bryk 1942. Blepharita urupino ingår i släktet Blepharita och familjen nattflyn. Inga underarter finns listade i Catalogue of Life.